# Província de Pordenone
La província de Pordenone (furlà Provincie di Pordenon) és una província que forma part de la regió de Friül-Venècia Júlia dins Itàlia. La seva capital és Pordenone.
Limita al nord i est amb la província d'Udine, a l'oest i sud amb les províncies de Belluno, Treviso i Venècia, al Vèneto.
Té una àrea de 2.275,42 km², i una població total de 312.105 hab. (2016). Hi ha 50 municipis a la província.
Fou creada el 1968 com a nova província separada de la d'Udine. El 26 i 27 de març de 2007 els municipis de Cinto Caomaggiore, Pramaggiore, Gruaro i Teglio Veneto van celebrar un referèndum per a deixar de formar part de la província de Venècia per tal d'unir-se a la província de Pordenone. L'únic municipi on va obtenir el quòrum va ser Cinto Caomaggiore que no sols va obtenir la contestació favorable del Consell Regional de Friül-Venècia Júlia, sinó també del Consell provincial de Pordenone.

## Llengües
Segons dades publicades a Euromosaic el 1991, el 40,53% de la població parla friülès, el 59,21% parla italià, el 0,22% eslovè i el 0,03% alemany. Les xifres absolutes són:
| Població | Italià  | Friülès | Eslovè | Alemany |
| -------- | ------- | ------- | ------ | ------- |
| 254.851  | 150.908 | 103.303 | 564    | 76      |